# オパイン
オパインまたはオピン（Opine）は、アグロバクテリウム属やリゾビウム属の寄生細菌により作られ、植物のクラウンゴールや毛状根腫瘍で見られる低分子量化合物である。オパインの生合成は、細菌から植物のゲノムに挿入されたTiプラスミド（アグロバクテリウム属の場合）またはRiプラスミド（リゾビウム属の場合）の一部であるT-DNAと呼ばれる小さなDNAの断片を含む遺伝子にコードされる特異的な酵素によって触媒される。オパインは細菌により、重要な炭素源、窒素源及びエネルギー源として用いられる。アグロバクテリウム属とリゾビウム属の各株は、特定種のオパインを誘導し、異化することができる。この種類はTiプラスミドまたはRiプラスミドによって規定される。これまで、少なくとも30種類のオパインが報告されている。

オピン合成の概要

## 化学構造

ノパリンの構造

オクトピンの構造

マンノピンの構造

化学的には、オパインは大きく2つの構造に大別される。
大部分は、アミノ酸とケト酸または糖との縮合によって形成されるイミンの還元によって生じる第2級アミン誘導体である。1つ目のサブカテゴリーにはノパリン系とオクトピン系がある。ノパリン系には、ノパリン、ノパリン酸、ロイシノピン、グルタミノピン、スクシナモピン等が含まれ、α-ケトグルタル酸が縮合反応のケト基となることで形成される。オクトピン系は、オクトピン、オクトピン酸、リソピン、ヒストピン等が含まれ、縮合反応にピルビン酸が関与することで形成される。
2つ目のサブカテゴリーにはマンニチル系があり、マンノピン、マンノピン酸、アグロピン、アグロピン酸等が含まれ、アミノ酸がマンノースと縮合することで形成される。
アグロシノピン系は、オパインの小さな独立した分類を形成する。化学的には、これらは糖-ホスホジエステルである。例えば、アグロシノピンAは、スクロースとL-アラビノースのホスホジエステルである。

## 命名
オパイン（opine）という名前は、1927年に最初に発見されたオパインであるオクトピン（octopine）に由来する。オクトピンはクラウンゴールではなくマダコの筋肉から初めて発見された。オックスフォード英語辞典によると、オパインという言葉は、1977年に初めて書物で用いられた。通常、新しく発見されたオパインには、-オピン（-opine）という語尾が付けられる。例外はノパリンとストロンビンである。一方、"-opine"という語尾の全ての化合物がオパインである訳ではない。例えば、アトロピン、スチロピン、ユーロピン、リコピンは、異なるカテゴリの分子である。

## オパインを含む他の組織
オパインやオパイン様物質の存在は、クラウンゴールに限られるものではない。最初に発見されたオパインであるオクトピンは、マダコの筋肉から初めて単離された。アラノピン、ストロンビン、タウロピン等の似たような誘導体が海産無脊椎動物の筋肉組織から単離されている。オパイン様のアセトピン及びノパリンは、通常の植物カルスや植物組織でもアルギニン代謝の結果として形成される。サッカロピンはリシン代謝の中間体で、菌類や高等植物、ヒトを含む哺乳類等で見られる。毒キノコであるドクササコは、バリノピン、エピロイシノピン、イソロイシノピン、フェニルアラニノピンという4種類のオパイン型アミノ酸を含む。

## オパインの一覧
以下は、オパイン及びオパイン様物質のアルファベット順の一覧である。
アセトピン（Acetopine）
アセトピン（N2-(カルボキシメチル)-アルギニンまたはジメチル-オクトピン）は、ワタ（Gossypium hirsutum）やダイズ（Glycine max）のカルスから単離される。アグロバクテリウム属によって形質転換された植物組織では見られず、そのため「真の」オパインとは見なされていない。
アグロシノピン（Agrocinopine）
アグロシノピン（A-D）は、糖-ホスホジエステルであり、オパインの独立したクラスである。アグロシノピンAはスクロースとL-アラビノースのホスホジエステル、アグロシノピンBはこれと類似するホスホジエステルであり、アグロシノピンAのスクロース部分からグルコースが加水分解されている。
アグロピン（Agropine）
アグロピン（1'-デオキシ-D-マンニトール-1'-イル)-L-グルタミン,1',2'-ラクトン）は、クラウンゴールから単離される。マンニチル系であり、マンノピンがラクトンを形成した誘導体である。
アグロピン酸（Agropinic acid）
アグロピン酸（N-1-(D-マンニチル)-L-グルタミン酸ラクタム）は、クラウンゴールにより形成される。マンニチル系であり、アグロピンのラクタム化によって作られる。
アラノピン（Alanopine）
β-アラノピン（2,2'-イミノジプロピオン酸またはL-アラニン, N-(1-カルボキシエチル)-）及びmeso-アラノピン（meso-N-(1-カルボキシエチル)-アラニン）は、海産無脊椎動物から単離された。構造的には、オクトピン系である。
アスパラギノピン（Asparaginopine）
スクシナモピンを参照。
クリソピン（Chrysopine）
クリソピン（N-1-デオキシ-D-フルクトシル-L-グルタミンのd-ラクトン）は、イチジクやキクのクラウンゴールから初めて単離された。アグロピンのデオキシフルクトシルアナログである。
ククモピン（Cucumopine）
ククモピン（4,6-ジカルボキシ-4,5,6,7-テトラヒドロ-1H-イミダゾ[4,5-c]ピリジン-4-プロパン酸）は、ブドウのクラウンゴールやニンジンの毛状根培養物で見られる。
エピロイシノピン（Epileucinopine）
エピロイシノピン(N-(1-カルボキシ-3-メチルブチル)グルタミン酸またはN2-(1,3-ジカルボキシプロピル)ロイシン)は、ドクササコから単離された。
グルタミノピン（Glutaminopine）
グルタミノピン（N2-(D-1,3-ジカルボキシプロピル）は、ノナピン系であり、クラウンゴールで見られる。
ヘリオピン（Heliopine）
ヘリオピンまたはビトピン（vitopine）（N2 -(1-カルボキシエチル)グルタミン）は、クラウンゴールで見られる。
ヒストピン（Histopine）
ヒストピン（N-(D-1-カルボキシエチル)ヒスチジン）は、オクトピン系であり、クラウンゴールで見られる。
イソロイシノピン（Isoleucinopine）
イソロイシノピン（N-(1-カルボキシ-2-メチルブチル)グルタミン酸またはN-(1,3-ジカルボキシプロピル)イソロイシン）は、ドクササコから単離された。
ロイシノピン（Leucinopine）
ロイシノピン（ロイシンのN2-(D-1,3-ジカルボキシプロピル誘導体）は、ノパリン系であり、クラウンゴールから単離された。
リソピン（Lysopine）
リソピン（N2-(D-1-カルボキシエチル)-L-リシン）は、オクトピン系であり、クラウンゴールでみられる。
マンノピン（Mannopine）
マンノピン（N-1-(D-マンニチル)-L-グルタミン）は、マンニチル系であり、クラウンゴールで見られる。
マンノピン酸（Mannopinic acid）
マンノピン酸（N-1-(D-マンニチル)-L-グルタミン酸）は、マンニチル系であり、クラウンゴールから単離された。
メチオピン（Methiopine）
メチオピン（N-[1-D-(カルボキシ)エチル]-L-メチオニン）は、クラウンゴールで見られる。
ミキモピン(Mikimopine)
ミキモピン（ククモピンの4-エピマー）は、タバコのクラウンゴールから初めて単離された。
ノパリン（Nopaline）
ノパリン（N2-(D-1,3-ジカルボキシプロピル)-L-アルギニン）は、ノパリン系であり、クラウンゴールから単離された。また、アルギニンの代謝物として、形質転換を起こしていない植物組織でも見られる。
ノパリン酸（Nopalinic acid）
ノパリン酸またはオルナリン（ornaline）（N2-(D-1,3-ジカルボキシプロピル)-L-オルニチン）は、ノパリン系であり、クラウンゴールで見られる。
オクトピン（Octopine）
オクトピンN2-(D-1-カルボキシエチル)-L-アルギニン）は、タコの筋肉から1927年に発見された初めてのオパインである。後にクラウンゴールでも発見された。また、他の頭足動物や二枚貝でも見られる。オクトピン系である。
オクトピン酸（Octopinic acid）
オクトピン酸（N2-(D-1-カルボキシエチル)-L-オルニチン）は、オクトピン系であり、クラウンゴールから単離された。
オルナリン（Ornaline）
ノパリン酸を参照。
フェニルアラニノピン（Phenylalaninopine）
フェニルアラニノピン（N-(1-カルボキシ-2-フェニルエチル)グルタミン酸）は、ドクササコから単離された。
リデオピン（Rideopine）
リデオピン（N-(4'-アミノブチル)-D-グルタミン酸）は、プトレシンに由来するオパイン様物質である。クラウンゴールで見られる。
サッカロピン（Saccharopine）
サッカロピン（ε-N-(L-グルタル-2-イル)-L-リシン）は、クラウンゴールでは見られないが「真の」オパインに似ている。リシンとα-ケトグルタル酸の縮合によって生じる。サッカロピンはリシン代謝の中間体として、菌類、高等植物、ヒトを含む哺乳類で見られる。
サントピン（Santhopine）
サントピンは、マンノピンのデオキシフルクトシルアナログである。腐敗した果実や野菜で生じる。クラウンゴールからも単離された。
ストロンビン（Strombine）
ストロンビン（メチルイミドジ酢酸またはN-(D-1-カルボキシエチル)-グリシン）は、腹足類のStrombusから初めて単離された。魚類の誘因物質である。構造的にオクトピン系に分類される。
スクシナモピン（Succinamopine）
スクシナモピンまたはアスパラギノピン（N-(3-アミノ-1-カルボキシ-3-オキソプロピル)グルタミン酸）は、クラウンゴールから単離される。ノパリン系である。ノパリンのアナログであり、アルギニンがアスパラギンに置換している。
タウロピン（Tauropine）
タウロピン（N-(D-1-カルボキシエチル)-タウリン）は、海生無脊椎動物で見られる。構造的には、オクトピン系である。
バリノピン（Valinopin）
バリノピン（N-(1-カルボキシ-2-メチルプロピル)グルタミン酸またはN-(1,3-ジカルボキシプロピル)バリン）は、ドクササコから単離された。
ビトピン（Vitopine）
ヘリオピンを参照。